# Croizet-sur-Gand
Croizet-sur-Gand is een gemeente in het Franse departement Loire (regio Auvergne-Rhône-Alpes) en telt 224 inwoners (1999). De plaats maakt deel uit van het arrondissement Roanne.

## Geografie
De oppervlakte van Croizet-sur-Gand bedraagt 5,9 km², de bevolkingsdichtheid is 38,0 inwoners per km².
De onderstaande kaart toont de ligging van Croizet-sur-Gand met de belangrijkste infrastructuur en aangrenzende gemeenten.

## Demografie
Onderstaande figuur toont het verloop van het inwonertal (bron: INSEE-tellingen).